# Marcel Dole
Marcel Dole, parfois orthographié de façon erronée Marcel Dolé, né le 3 juin 1925 à Fraize et mort le 22 juin 1993 à Dampierre-sous-Brou, est un photographe de plateau et un cadreur de cinéma français.

## Biographie
Marcel Dole naît en 1925, à Fraize comme son cousin Raymond Voinquel, futur photographe de plateau lui aussi et qui lui apprendra l'art du portrait.
Marcel Dole participe à de nombreux films, comme photographe attitré des plateaux de tournage, pendant plus de quinze ans. Sa carrière débute au milieu des années 1950 et se prolonge jusqu'au début des années 1970.
Entre 1964 et 1974, Marcel Dole participe à la réalisation de quelques pochettes de disques, notamment pour Jean Gabin et Franck Fernandel[réf. nécessaire].
Il meurt en 1993 à Dampierre-sous-Brou,.

## Carrière

### Photographe de plateau
- 1955: Le Fils de Caroline chérie de Jean Devaivre
- 1955 : Les Aristocrates de Denys de La Patellière
- 1957 : Retour de manivelle de Denys de La Patellière
- 1958 : Suivez-moi jeune homme de Guy Lefranc
- 1958 : Thérèse Étienne de Denys de La Patellière
- 1958 : Mon coquin de père de Georges Lacombe
- 1958 : Maigret tend un piège de Jean Delannoy
- 1959 : Maigret et l'Affaire Saint-Fiacre de Jean Delannoy
- 1959 : Archimède le clochard de Gilles Grangier
- 1960 : Les Vieux de la vieille de Gilles Grangier
- 1960 : Les Distractions de Jacques Dupont
- 1960 : Meurtre en 45 tours d'Étienne Périer
- 1961 : La Princesse de Clèves de Jean Delannoy
- 1961 : Le cave se rebiffe de Gilles Grangier
- 1961 : Les lions sont lâchés d'Henri Verneuil
- 1962 : Le Gentleman d'Epsom de Gilles Grangier
- 1964 : L'Âge ingrat de Gilles Grangier
- 1964 : Faites sauter la banque de Jean Girault
- 1964 : Monsieur de Jean-Paul Le Chanois
- 1964 : Le Gendarme de Saint-Tropez de Jean Girault
- 1965 : Le Tonnerre de Dieu de Denys de La Patellière
- 1965 : La Communale de Jean L'Hôte
- 1965 : Du rififi à Paname de Denys de La Patellière
- 1966 : Le Jardinier d'Argenteuil de Jean-Paul Le Chanois
- 1967 : Bang-Bang de Serge Piollet, photographe avec Jean-Marie Périer
- 1967 : Le Soleil des voyous de Jean Delannoy
- 1968 : Le Tatoué de Denys de La Patellière
- 1969 : La Horse de Pierre Granier-Deferre
- 1969 : Mon oncle Benjamin d'Édouard Molinaro
- 1970 : Elle boit pas, elle fume pas, elle drague pas, mais... elle cause ! de Michel Audiard
- 1971 : Le Chat de Pierre Granier-Deferre
- 1972 : L'Affaire Dominici de Claude Bernard-Aubert

### Cadreur
- 1960 : Les Distractions de Jacques Dupont